# جيمي براون (لاعب كرة قدم أمريكية)
جيمي براون (بالإنجليزية: Jamie Brown)‏ هو لاعب كرة قدم أمريكية أمريكي، ولد في 24 أبريل 1972 في ميامي في الولايات المتحدة.

## وصلات خارجية
- جيمي براون على موقع مرجع كرة القدم المحترفة.كوم (الإنجليزية)